# Državna ergela Đakovo
Državna ergela Đakovo je ergela u Đakovu i najstarija u Hrvatskoj. Provodi djelatnosti uzgoja, odabira i dresure lipicanaca te održava turističke obilaske, poduke jahanja i konjičke predstave. 
Konji uzgojeni u ergeli redovito sudjeluju na Đakovačkim vezovima.

## Povijest
Osnivači ove ergele su bosansko-srijemski biskupi na svojim posjedima u Đakovu. Posjede im je 1239. darovao Koloman, hrvatsko-ugarski kralj. Darovnica je potvrđena 1244., a potvrdio ju je kralj Bela IV.
Pisana potvrda o uzgoju konja na ovom posjedu potječe iz 1374. godine. Dokument je izdan prigodom vjenčanja bosanskoga bana Tvrtka s bugarskom princezom Dorotejom u Đakovu.
Za godinu osnivanja uzima se 1506. godina, po čemu je među najstarijima u Europi i najstarija u Hrvatskoj. Ta se godina uzima za godinom osnivanja, iako su se konji organizirano uzgajali i ranije. Razlog je taj što se ustanova naziva poimence ergela. Spominje se da je biskup Mijo Mesarić imao ergelu od 90 arapskih konja. Broj se konja poveća na 130 rasplodnih kobila 1524. godine. Većina je tih konja izginula je zajedno s biskupom Đurom 1526. u bitci na Mohačkom polju.
Za osmanske su se vlasti ergelom su se služili požeški paše. Nakon oslobađanja od Turaka 1687. godine, Turci su za sobom odveli konje s ergele, a ergela je na obnovu čekala dva desetljeća. Dolaskom austrijske vlasti, ergela je obnovljena. Obnovio ju je 1706. biskup Đuro Patačić, zbog potrebe za stalnom stražom u tom pograničnome području, nabavivši iz Carigrada 18 arapskih kobila i 8 pastuha. 
Napoleonova osvajanja prisiljavaju 1806. godine izmještanje ergele u Đakovo.
Početkom 18. stoljeća ovdje se uzgajaju konji lipicanske pasmine. Na isključivi se uzgoj lipicanaca prešlo za vrijeme biskupovanja Josipa Juraja Strossmayera.
U naselju Stančiću koji je od 1914. god. sastavni dio poljoprivrednog dobra iz Božjakovine koje u selu uređuje ergelu konja lipicanaca. Ergela je prije drugog svjetskog rata preseljena u Đakovo.
Niz godina je ergela bila u sastavu PIK-a Đakovo.
Danas se Državna ergela lipicanaca Đakovo služi dvjema lokacijama. Jedna je u središtu Đakova i ondje je pastuharna. Druga je Ivandvor, koja je 6,5 km od grada.

## Poveznice
- Ergela Lipik
- CUJZEK - Centar za uzgoj i zaštitu međimurskog konja, Macinec
- Ergela međimurskog konja, Žabnik
- Alkarska ergela
- Dodatak:Popis hrvatskih pasmina domaćih životinja